# 高文園
高文園（發音：[kaːw˧˧ van˧˧ viən˧˧]；1921年12月11日—2008年1月22日），是五位越南共和國軍四星上將之一，曾任越南共和國國防部部長、參謀總長職務。

## 生平
1921年12月11日在老挝首都万象以商人之子的身份出生，萬象在越南語中又音譯爲Viên Chăn，高文園的父親以第一個字Viên爲兒子取名。

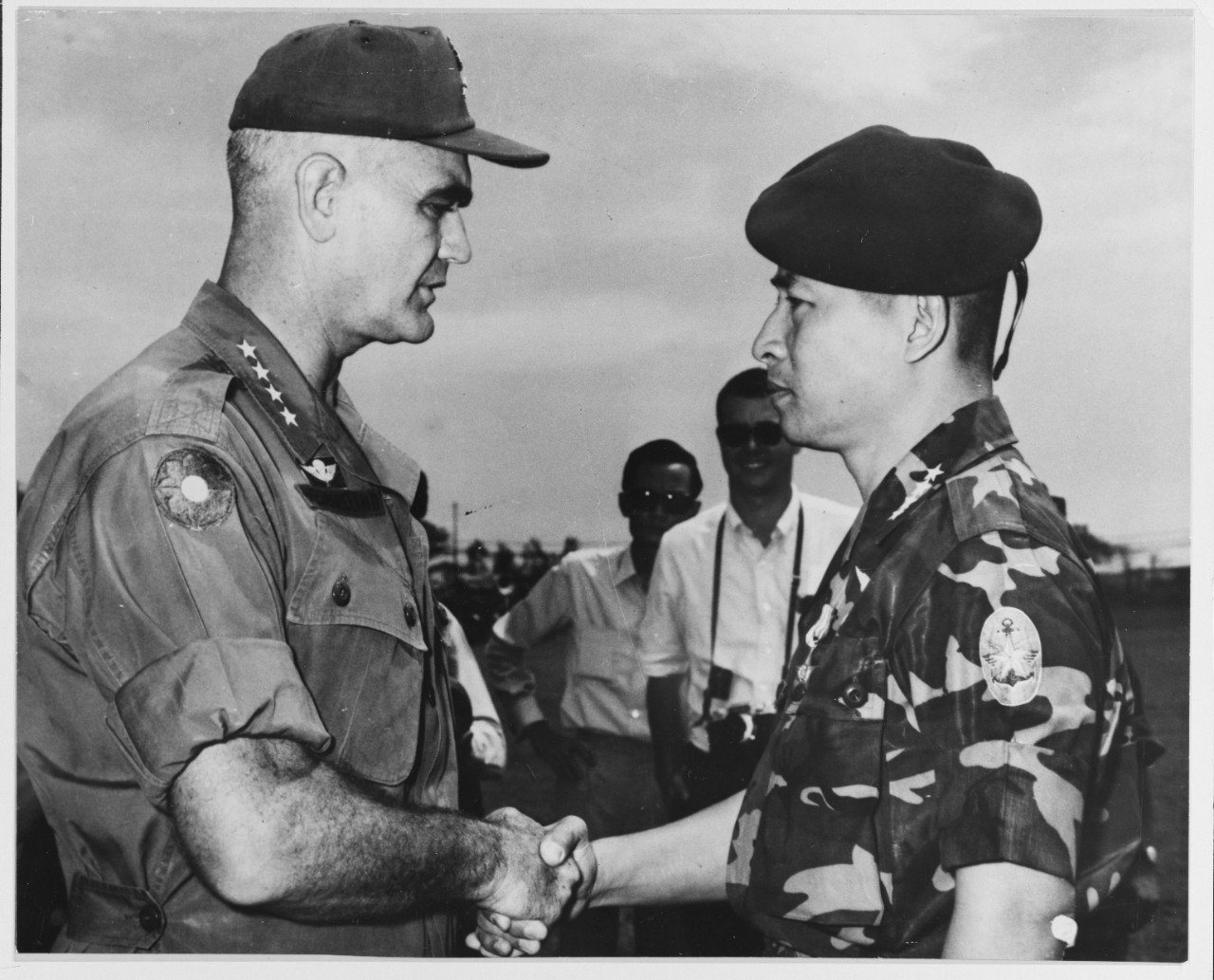
威斯特摩蘭将军向高文園頒發銀星勳章

1940年短暂担任西贡市越南独立同盟会党军，活动8个月后投降法军，转向法国。他后来在西贡大学语言系毕业后，以教师身份活动，进入法军士官学校，1949年毕业后成为法军陆军少尉。1955年，法国殖民政府与越南独立军进行了对抗，但法国战败。当时他的阶级是法军陆军少校。吴庭艳政府上台后，他曾担任过很多南越国军和陆军将军的职务，但在1963年发生了反吴庭艳政变，他拒绝参与。此后，他于1965年担任作战参谋长，1967年被任命为国防部部长。长期与北越军交锋，但战败，1975年流亡美国。越南战争时期，他被评价为比北越国防部长武元甲无能的军队指挥官。实际上，在流亡海外的越南侨民中，经常有人批评说，在越南战争中，南越军队指挥无能，他是导致南越在战争中失败的决定性原因的军队指挥者。原上校范伯樺（Phạm Bá Hoa）指出，高文園對越南共和國滅亡負有很大的責任。

## 1975年後
1975年4月28日帶著家人登上撤離至臺灣的飛機。後來被安置到美國定居。1982年高文園成爲美國公民。
2008年1月22日，高文園去世，享年86歲。高文園終生信奉佛教，會說流利的英語、法語和老撾語，從不吸菸或喝酒，喜歡鳥類。

## 荣誉
- 越南一级保国勋章、陆军一等杰出服务奖章、空军一级服务奖章、海军特级服务奖章、英勇十字奖章（12次：8次棕榈奖章、2次银星奖章、2次黄铜星奖章）、空军英勇勋章（金翼勋章）、危险服务奖章
- 10枚外国勋奖章，包括3枚韩国，1枚菲律宾，2枚泰国，2枚中华民国和2枚美国

### 外国勋章奖章
- 大绶云麾勋章（中华民国，1965年8月16日批准[6]
- 大綬寶鼎勳章（中華民國，1969年5月29日批准[7]）

## 著作
- 《最後的崩潰》（The Final Collapse）[8][9][10]
- 《領導》（Leadership）[11]
- 《反思越南戰爭》（Reflections on the Vietnam War）[12]

## 家庭
- 父親：高文庇（Cao Văn Tý），1900年出生於越南北部，曾在老撾經商[13]
- 母親：阮氏武（Nguyễn Thị Võ）[13]
- 岳父：陳豐彥（Trần Phong Ngàn）
- 岳母：徐氏秋（Từ Thị Thu）
- 妻子：陳氏造（Trần Thị Tạo），1925年出生於朔莊，在越南共和國時期經營過建築公司[14]，於美國逝世

### 腳註
1. ↑  一份中央情報局報告稱他“原先爲佛教徒，後來改信天主教。”[4]

### 來源
1. ↑   (PDF). 1971-06  [2022-05-05]. （原始内容 (PDF)存档于2022-05-10） （英语）.
2. ↑  Phạm Bá Hoa. .   [2022-05-04]. （原始内容存档于2021-05-05）.
3. 1 2  Holley, Joe. . 2008-01-30  [2022-04-17]. ISSN 0190-8286. （原始内容存档于2017-02-11） （美国英语）.
4. ↑   (PDF).   [2022-05-05]. （原始内容 (PDF)存档于2022-05-05） （英语）.
5. ↑  Donna St. George. . 2009-01-02  [2022-05-04]. （原始内容存档于2022-04-17） （英语）.
6. ↑  . 總統府公報 (總統府第三局). 1965-08-17, 第1671號: 1页  [2021-09-07]. （原始内容存档于2021-09-07）.
7. ↑  . 《外交部公報》 (中華民國外交部情報司). 1969年6月30日, 第三十四卷 (第二號): 第2頁  [2024年11月24日]. （原始内容存档于2024年11月24日）. 總統令　五十八年五月二十九日　高文園給予大綬寶鼎勛章。此令。（繁體中文）
8. ↑  Cao Văn Viên.  (PDF). 1985  [2022-05-11]. （原始内容存档 (PDF)于2022-03-22）.
9. ↑  Cao Văn Viên. .   [2022-05-11]. （原始内容存档于2021-03-23） （越南语）.
10. ↑  . ngothelinh.tripod.com.   [2022-05-10]. （原始内容存档于2021-05-12） （越南语）.
11. ↑  CAO VĂN VIÊN. . Christiansburg, Va. 1989. ISBN 0-923135-08-1. OCLC 1223484524.
12. ↑  Cao Văn Viên, Đồng Văn Khuyên. . 1980  [2022-05-11]. （原始内容存档于2022-07-25）.
13. 1 2  Giao Chỉ. . nhatbaovanhoa.com. 2008  [2022-07-20]. （原始内容存档于2022-07-25）.
14. ↑  Times, della Denman Special to The New York. . The New York Times. 1973-02-28  [2022-05-10]. ISSN 0362-4331 （美国英语）.

## 外部連結
- General Cao Van Vien's resume （页面存档备份，存于）